# Fostoria (dinozaur)
Fostoria – wymarły rodzaj dinozaura z grupy iguanodontów.
Rodzaj obejmuje pojedynczy gatunek, F. dhimbangunmal. Epitet gatunkowy nazwy pochodzi z języka używanego przez lokalną ludność Yuwaalaraay, Yuwaalayaay i Gamilaraay. Pochodzi od słów dhimba oznaczającego owcę oraz ngunmal znaczącego podwórze.
Autorzy rodzaju wskazali wśród jego autapomorfii cechy brzegu kości czołowej oraz guzowatość w przednio-bocznym kącie tej kości.
Fostoria żyła w okresie kredy, jej szczątki znaleziono w skałach powstałych w cenomanie, w formacji Griman Creek. Znajduje się ona na terenie Nowej Południowej Walii w Australii, szczątki znaleziono w okolicy Lightning Ridge. Holotyp obejmował kości czaszki. Oznakowano go jako LRF 3050.A. Inne znaleziska obejmują również kości kończyn i kręgi. Cmentarzysko kości znalazł górnik Robert Foster, na pamiątkę którego nadano dinozaurowi nazwę rodzajową. W czasach Fostoria były to brzegi kontynentalnego Morza Eromanga.
Bell i współpracownicy przeprowadzili analizę filogenetyczną. W jej wyniku uzyskali, że Fostoria stanowi grupę siostrzaną kladu złożonego z mutaburazaura, anabisetii i Talenkauen.